# Hydromantes platycephalus
Hydromantes platycephalus är en groddjursart som först beskrevs av Camp 1916.  Hydromantes platycephalus ingår i släktet Hydromantes och familjen lunglösa salamandrar. IUCN kategoriserar arten globalt som livskraftig. Inga underarter finns listade i Catalogue of Life.